# Sarden

Die sardische Flagge: die Vier Mauren

Als Sarden bezeichnet man die einheimische Bevölkerung der Insel Sardinien im westlichen Mittelmeer, die politisch zu Italien gehört. Die Bewohner werden als Sarden bezeichnet und nicht wie oft angenommen als „Sardinier“. Bedingt durch die wechselhafte Geschichte Sardiniens mischten sich immer wieder Menschen aus anderen Völkern mit „ethnischen Sarden“, die an den Küsten lebten.

## Ursprung

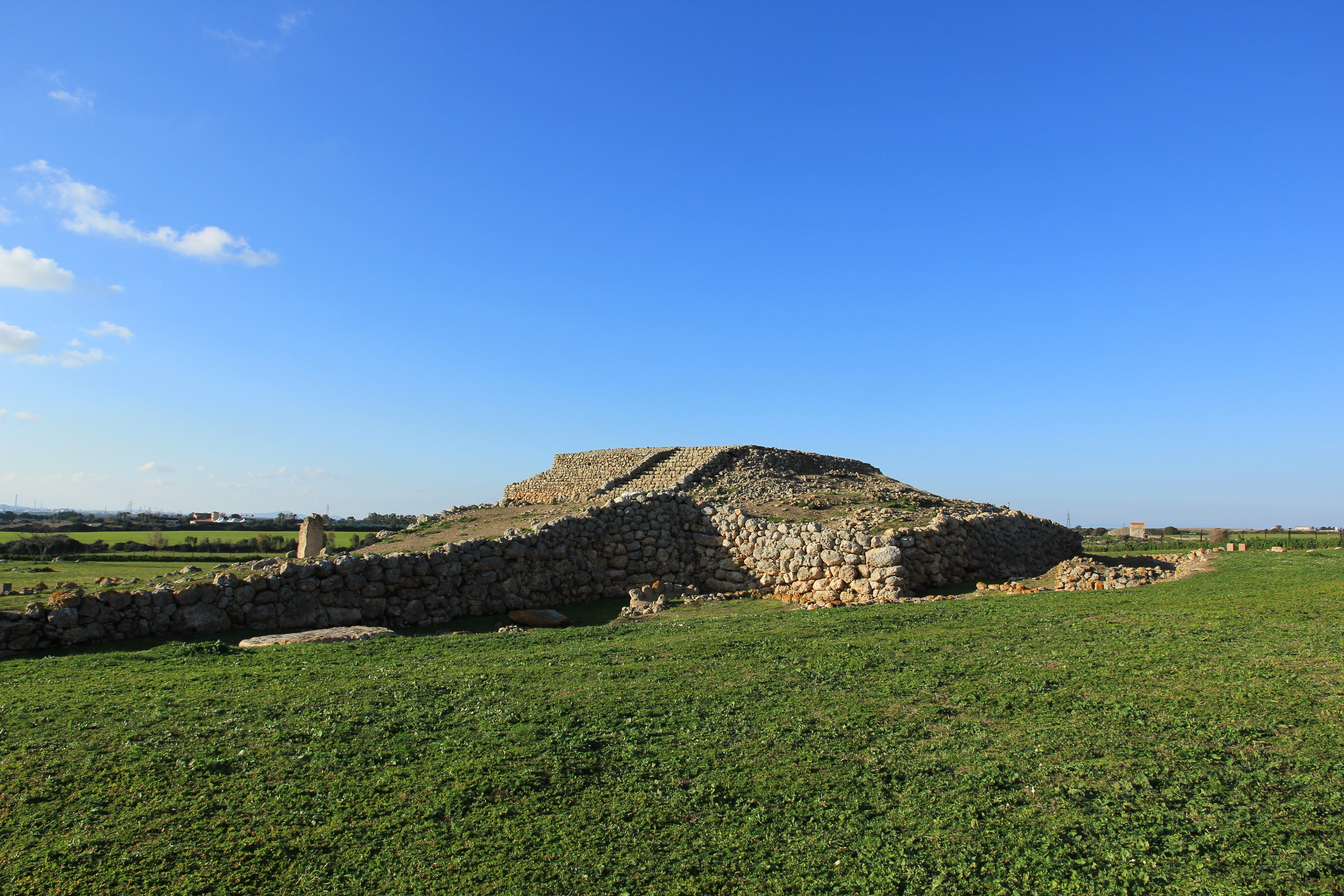
Die einzige Zikkurat Europas, der Tempel von Monte d’Accoddi, der von den vornuragischen Sarden aus der Ozieri- und Abealzu-Filigosa-Kultur errichtet wurde.

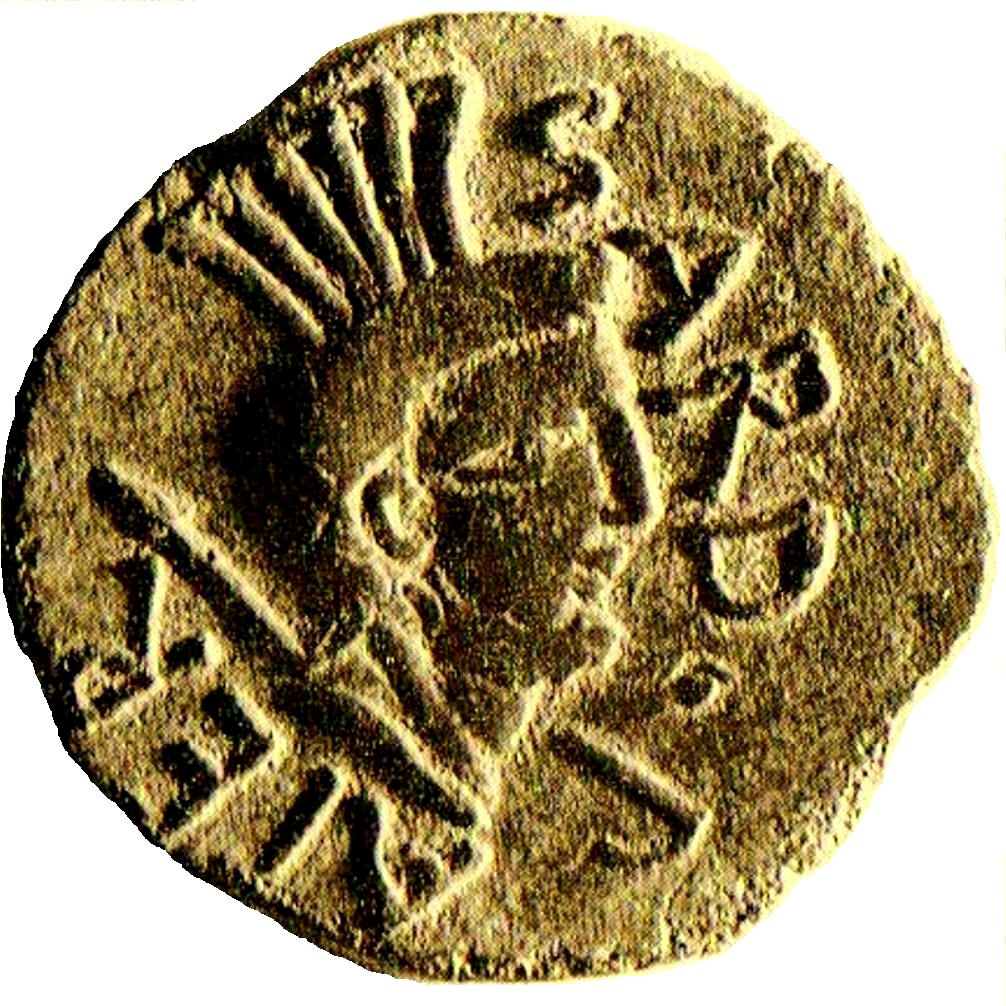
Darstellung des Sardus Pater Babai in einer römischen Münze (59 v. Chr.).

Die Herkunft des sardischen Volks bleibt unklar: das Stammwort „S(a)rd“ gehört zu einem alten vorindogermanischen Substrat und könnte seinen Ursprung bei den Iberern haben. Die älteste schriftliche Bescheinigung über das Ethnonym befindet sich auf der Stele von Nora, wo das Wort Šrdn (Shardan) bereits zu einer Zeit bezeugt scheint, als die phönizischen Kaufleute zum ersten Mal an die sardische Küste kamen.
Nach Platons Dialogem Timaios, könnten die Sarden (Σαρδονιοί oder Σαρδιανοί) nach „Sardò“ (Σαρδώ) benannt worden sein, einer legendären lydischen Frau aus Sardes (Σάρδεις) in der Region Westanatolien (Türkei). Nach anderen Autoren, wie Pausanias und Sallust, führten die Sarden ihre Abstammung zum Sardus Pater Babai zurück („Sardischer Vater“ oder „Vater der Sarden“), einem mythischen Vorfahr und libyschen Sohn des Herkules oder Makeris, der entweder verwandt mit der Kabylischen Maqqur „Er ist der Größte“ oder verbunden mit der Figur vom Melqart ist.
Es wurde auch behauptet, dass die alten Nuraghen-Sarden das Seevolk von den Sherden (šrdn auf dem Altägyptischen) gewesen sein könnten. Das Ethnonym wurde dann als sardus und sarda romanisiert.
Die Daten scheinen darauf hinzudeuten, dass die heutige Bevölkerung Sardiniens zum großen Teil aus den steinzeitlichen Siedlern und dem Beitrag der historischen Kolonisatoren stammt. Letzteres ist jedoch nur in den Küstengebieten relevant, da die Einheimischen den fremden Mächten das malariaverseuchte (wenn auch strategisch wichtige) Tiefland überließen und in das rauere Landesinnere flüchteten, wo sich die meisten historischen Siedlungen Sardiniens konzentrierten. Die alten Sarden waren keine Italiker: einige Forscher behaupten, dass sie aus dem östlichen Mittelmeer kamen. Weitere Forschung deutet darauf hin, dass die Basken aus Spanien die genetisch am nächsten liegende Bevölkerung zu den ethnischen Sarden sein könnten und diese Ähnlichkeit nicht auf den Einfluss anderer Spanier während der Neuzeit zurückzuführen ist.

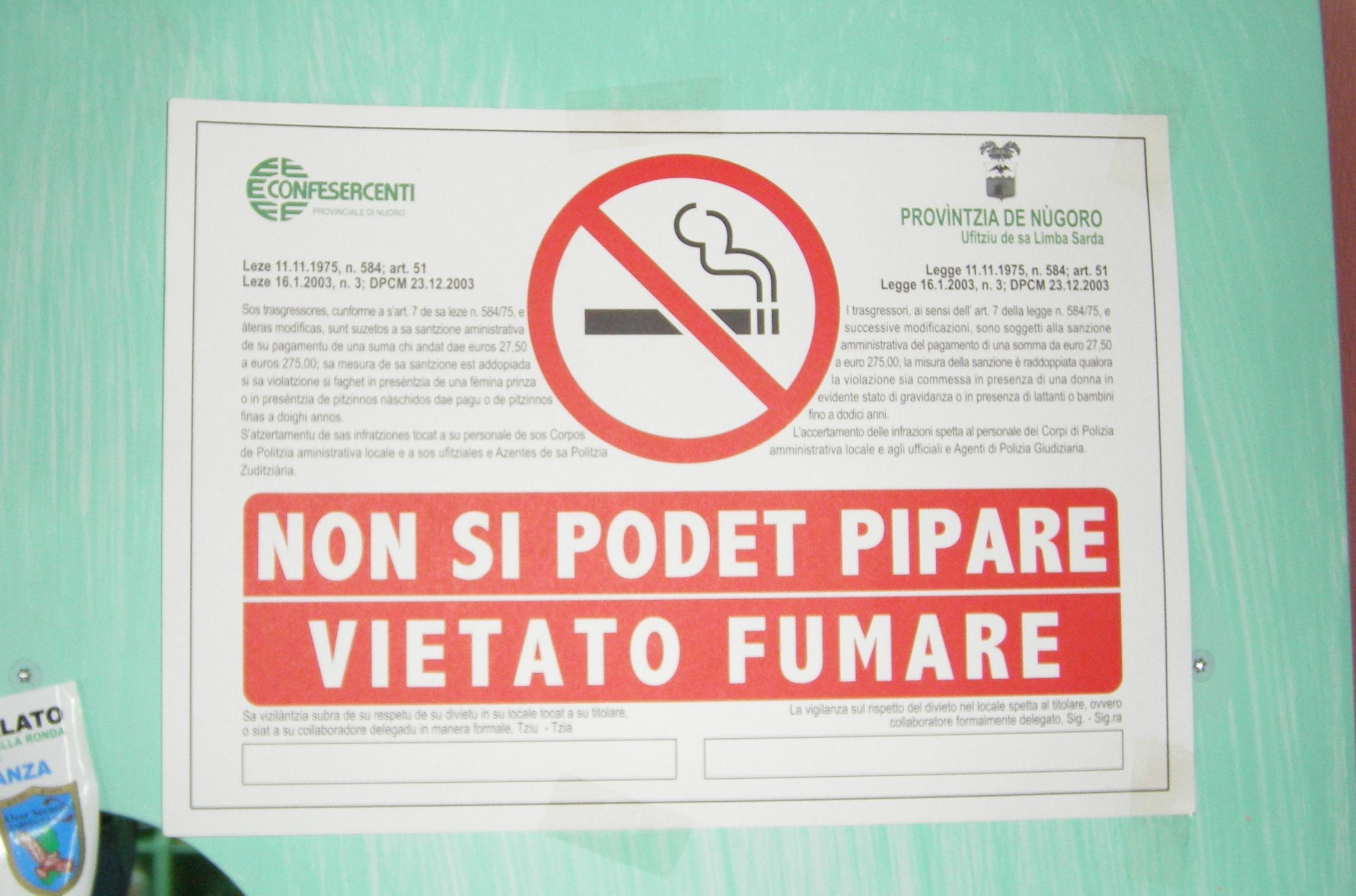
Ein Rauchverbotszeichen auf Sardisch und Italienisch.

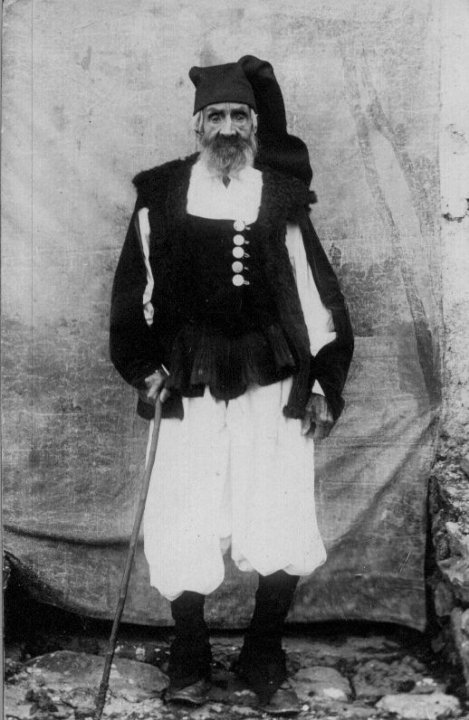
Ein alter Sarde von Ulassai, 1950er Jahre.

## Sprachen
Italienisch wurde erstmals im Juli 1760 durch das Haus Savoyen auf Sardinien eingeführt und ist heute die am häufigsten gesprochene Sprache, wenn auch in einer regionalen Variante, als Ergebnis von Assimilationswellen und Sprachwechsel, die die kulturelle Italianisierung förderten.
Das sardische Volk zählt etwa 1,0 bis 1,3 Millionen Menschen und deckt sich etwa mit den Sprechern der Sardischen Sprache (sardu), die zur romanischen Sprachfamilie gehört. Der historische Verlust der politischen Autonomie der Sarden hat ihre Sprache in einem Stadium von dialektaler Fragmentierung gehalten, da verschiedenen anderen Sprachen (nämlich Katalanisch, Spanisch, und letztendlich Italienisch) sich in einer politischen Prestigeposition durchsetzten. Aufgrund des italienischen Schulunterrichts, der das Italienische zum Nachteil des Sardischen gefördert hat, ist die sardische Sprache im Niedergang begriffen. Obwohl die Sarden die Bevölkerungsmehrheit in Sardinien stellen, sind die meisten aber weitgehend kulturell italienisiert und die zweisprachigen Sarden zu einer kleinen Minderheit auf ihrer eigenen Insel geworden. Es wird geschätzt, dass heutzutage nur 13 Prozent der jungen Sarden Sprachkenntnisse des Sardischen haben.
Um Alghero wird lokal begrenzt ein katalanischer Dialekt gesprochen, da dort einst Nachfahren katalanischer Siedler lebten, und in Arborea in der Provinz Oristano lebt noch eine Gruppe von Mussolini umgesiedelter Festlanditaliener, die furlanische und venezianische Dialekte sprechen.

## Flagge
Die sogenannte Flagge der Vier Mauren ist die historische Flagge der Sarden. Die Flagge besteht aus dem Georgskreuz und vier enthaupteten Maurenköpfen, die in jedem Viertel ein weißes Stirnband tragen. Seine Ursprünge sind im Wesentlichen rätselhaft, aber es wird vermutet, dass er seinen Ursprung in Aragon hat, um die Niederlage der sarazenischen Invasoren in der Schlacht von Alcoraz 1096 zu symbolisieren.

## Demografie
Im Gegensatz zu den anderen Europäern findet sich in der Volksgruppe der Sarden ein sehr hoher prozentualer Anteil an Menschen, die über 100 Jahre alt sind; man vermutet, das könnte aus spezifischen genetischen sowie sozialen Gründen der Fall sein.